# Le Secret de Jane
Pour plus de détails, voir Fiche technique et Distribution.
Le Secret de Jane (The Truth About Jane) est un téléfilm américain réalisé par Lee Rose, et diffusé le 7 août 2000 sur Lifetime.

## Synopsis
Jane est une jeune adolescente surprotégée par sa famille, et surtout par sa mère, qui l'aime plus que tout. Un jour, au lycée, une nouvelle élève arrive, qui s'appelle Taylor et va devenir son amie. 
Or, leur relation va se modifier et s'intensifier. On suit le combat de Jane pour se faire accepter en tant qu'homosexuelle face à son lycée et sa famille, leur incompréhension, le rejet…

## Fiche technique
- Titre québécois La Confession de Jane
- Scénario et réalisation : Lee Rose
- Musique originale : Terence Blanchard
- Image : Eric Van Haren Noman
- Montage : Peter V. White
- Société de production : Orly Adelson Productions, Hearst Entertainment Productions
- Durée : 87 minutes

## Distribution
- Ellen Muth (VF : Martine Reigner) : Jane
- Stockard Channing (VF : Francine Lainé) : Janice, la mère de Jane
- Kelly Rowan (VF : Michèle Lituac) : Mme Lynn Walcott
- Jenny O'Hara (en) : Beth
- RuPaul (VF : Lionel Henry) : Jimmy
- Noah Fleiss : Ned
- James Naughton (VF : Jean Barney) : Robert
- Alicia Lagano (VF : Joëlle Guigui) : Taylor
- Kacy Clark : Brad
- Mark Siegel (en) : Docteur
- Erika Moore : Jane, 9 ans
- Tiffany Westlie : Kate
- Kenny McKeon : Grant
- Michelle Lane : Betsy
- Amy Davidson : Elizabeth